# Sons of Lee Marvin

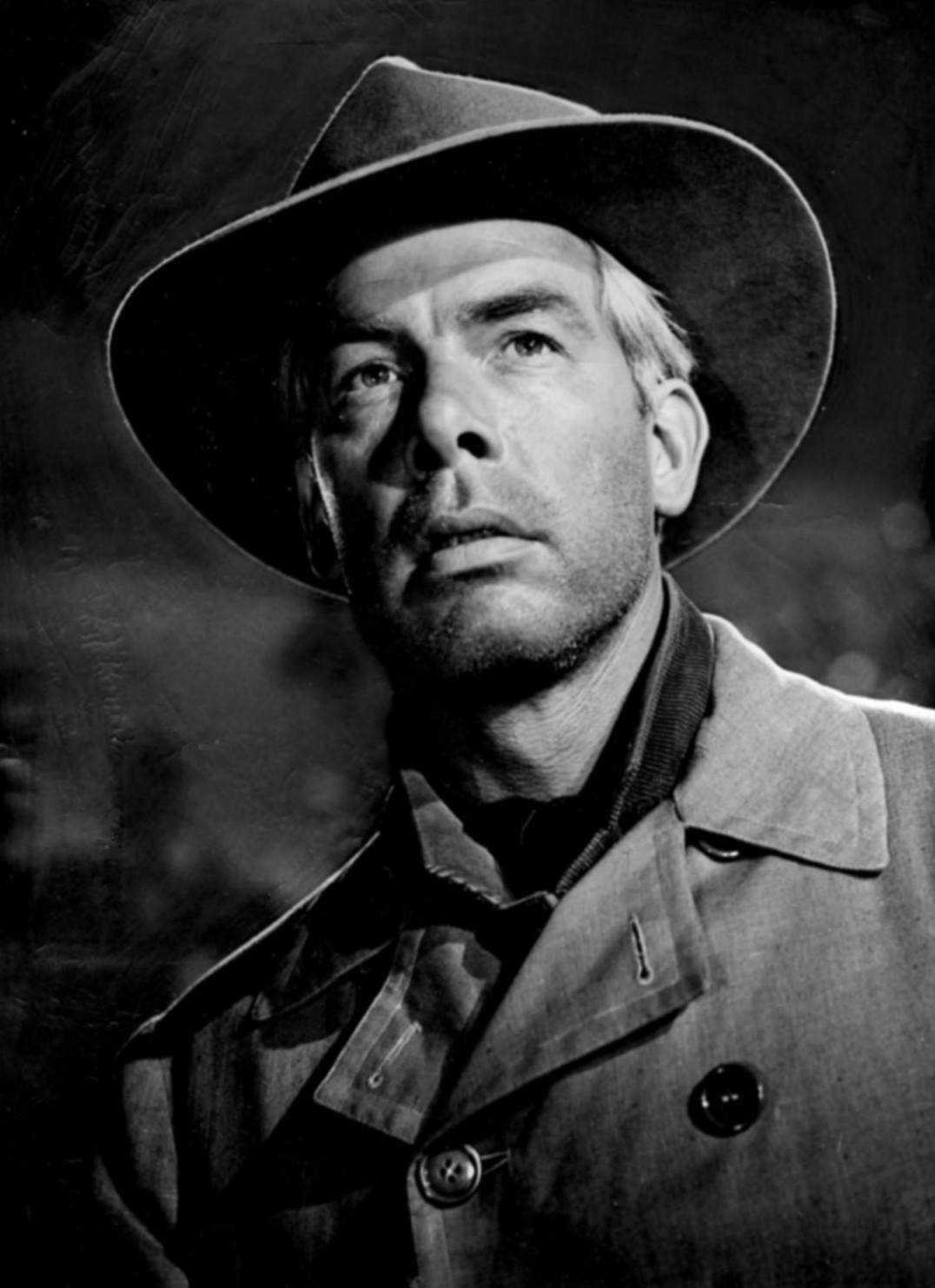
Lee Marvin w jednym z odcinków amerykańskiego serialu Strefa mroku (1961)

Sons of Lee Marvin (ang. Synowie Lee Marvina) – tajny klub o humorystycznym charakterze, założony przez Jima Jarmuscha. Członkowie stowarzyszenia muszą wyglądać na tyle podobnie do amerykańskiego aktora Lee Marvina, aby móc uchodzić za jego synów. Podobno spotykają się oni raz do roku w celu wspólnego oglądania filmów, w których występował Marvin.
John Boorman, reżyser filmu Zbieg z Alcatraz, na którym Jarmusch wzorował się tworząc swój The Limits of Control, miał mu powiedzieć, jakoby Jarmusch przypominał fizycznie Lee Marvina. To samo Jarmusch miał usłyszeć od Samuela Fullera. Podczas nagrań do Poza prawem Jarmusch wpadł na pomysł stworzenia filmu, w którym on sam, Tom Waits i John Lurie mieli grać synów postaci granej przez Lee Marvina. Marvin zmarł w 1987 roku, co uniemożliwiło urzeczywistnienie pomysłu.
Wśród członków Sons of Lee Marvin są Jim Jarmusch, piosenkarz Tom Waits, saksofonista i kompozytor John Lurie, pisarz Richard Boes, piosenkarz Nick Cave oraz reżyser John Boorman, będący honorowym członkiem. Dalszymi niepotwierdzonymi członkami są piosenkarze Iggy Pop, Thurston Moore i Neil Young oraz aktor Josh Brolin.